# Querétaro FC
Querétaro Fútbol Club este un club de fotbal din Querétaro, Mexic, care în prezent evoluează în Liga MX, eșalonul superior al fotbalului mexican.

## Palmares
Primera División A (3)Clausura 2005, Clausura 2006, Apertura 2008
Vicecampioană: 1976–77, 1986–87
Câștigătoare a play-off-urilor de promovare (2)2005–06, 2008–09

## Lotul actual
| Nr. |           | Poziție | Jucător                                            |
| --- | --------- | ------- | -------------------------------------------------- |
| 2   | Mexic     | F       | Omar Mendoza                                       |
| 3   | Mexic     | F       | Óscar Manzanarez                                   |
| 4   | Argentina | F       | Franco Russo (împrumutat de la Ludogorets Razgrad) |
| 5   | Mexic     | M       | Kevin Escamilla                                    |
| 6   | Paraguay  | F       | José Canale (împrumutat de la Lanús)               |
| 7   | Ecuador   | A       | Adonis Preciado                                    |
| 8   | Mexic     | M       | Pablo Barrera                                      |
| 9   | Mexic     | A       | Brian Rubio                                        |
| 10  | Argentina | M       | Lucas Rodríguez (împrumutat de la Tijuana)         |
| 11  | Mexic     | M       | Alan Medina                                        |
| 12  | Mexic     | F       | Jaime Gómez                                        |
| 13  | Mexic     | M       | Eduardo Armenta (împrumutat de la Tijuana)         |
| 14  | Argentina | M       | Federico Lértora (împrumutat de la Tijuana)        |
| 15  | Mexic     | M       | Christian Leyva                                    |

| Nr. |           | Poziție | Jucător                                               |
| --- | --------- | ------- | ----------------------------------------------------- |
| 16  | Mexic     | M       | Ángel Zapata                                          |
| 17  | Mexic     | F       | Francisco Venegas                                     |
| 18  | Mexic     | A       | Ronaldo Cisneros (împrumutat de la Guadalajara)       |
| 19  | Paraguay  | M       | Josué Colmán                                          |
| 21  | Mexic     | M       | Fernando González                                     |
| 23  | Mexic     | P       | Salim Hernández                                       |
| 25  | Mexic     | P       | Guillermo Allison                                     |
| 26  | Ecuador   | F       | Jonathan Perlaza                                      |
| 27  | Mexic     | A       | Daniel López                                          |
| 28  | Paraguay  | M       | Rodrigo Bogarín (împrumutat de la Defensa y Justicia) |
| 29  | Mexic     | M       | Bruce El-mesmari (împrumutat de la Guadalajara)       |
| 30  | Mexic     | F       | Jesús Piñuelas                                        |
| 32  | Argentina | M       | Carlos Valenzuela (împrumutat de la Tijuana)          |
| 33  | Mexic     | F       | Pablo Ortíz                                           |